# احمد انارکی محمدی
احمد انارکی محمدی نمایندهٔ دورهٔ دهم و دوازدهم از حوزهٔ انتخابیهٔ رفسنجان و انار در استان کرمان است. وی با کسب ۵۶٬۴۶۴ رای از مجموع ۱۳۸٬۱۴۵ رای معادل ۴۰٫۸۷٪ درصد آرا به مجلس راه پیدا کرد. 